# Список найпопулярніших книг
На цій сторінці представлено списки книг-бестселерів і книжкових серій на сьогодні будь-якою мовою. «Лідер продажів» означає приблизну кількість проданих примірників кожної книги, а не кількість надрукованих книг або тих, що є у власності. До цього списку не входятькомікси та підручники. Книги перераховані відповідно до найвищої оцінки продажів, як повідомляється в надійних незалежних джерелах.
За Книгою рекордів Гіннесса, станом на 1995 рік найбільш продаваною книгою всіх часів, за оцінками, 5 мільярдів проданих і розповсюджених копій, була Біблія. Оцінки продажів інших друкованих релігійних текстів включають щонайменше 800 мільйонів примірників Корану та 200 мільйонів примірників Книги Мормона. Крім того, одне видавництво випустило понад 162,1 мільйона примірників Бгаґавад-Ґіти. Загальна кількість може бути набагато більшою, враховуючи широке розповсюдження та публікації Міжнародного Товариства Свідомості Крішни (ISKCON). З 1965 року ISKCON розповсюдив близько 503,39 мільйонів Бгаґавад-Ґіти. Серед нерелігійних текстів «Цитати Мао Цзе-дуна», також відомі як «Маленька Червона книга», містять широкий спектр даних про продажі та розповсюдження — за оцінками від 800 мільйонів до понад 6,5 мільярдів друкованих томів. Дехто стверджує, що розповсюдження склало «мільярди», а дехто посилається на «понад мільярд» офіційних томів тільки між 1966 і 1969 роками, а також «незліченну кількість неофіційних місцевих перевидань і неофіційних перекладів». Точні дані про наклади цих та інших книг також можуть бути відсутніми або недостовірними, оскільки такі книги можуть випускатися багатьма різними і не пов'язаними між собою видавництвами, в деяких випадках протягом багатьох століть. Тому всі книги релігійного, ідеологічного, філософського чи політичного характеру були виключені з наведених нижче списків бестселерів з цих причин.
Для багатьох книг відсутні вичерпні дані про продажі, оскільки дані про продаж і перепродаж книг до впровадження обладнання для торгових точок ґрунтувалися на оцінках продавців книг, видавців або самих авторів. Наприклад, було зафіксовано, що до 2009 року у Великій Британії було продано лише 967 466 примірників одного з однотомних видань «Володаря перснів» Harper Collins (джерело не вказує дату початку обліку), але в той же час спадок автора стверджував, що глобальні продажі перевищують 150 мільйонів. Точні цифри є лише з 1990-х років[джерело?] і в західних країнах, таких як США, Велика Британія, Канада та Австралія, хоча дані по США доступні з 1940-х років. Крім того, до обліку не були включені електронні книги, оскільки тексти, захищені авторським правом, у цьому форматі часто доступні безкоштовно. Приклади книг із заявленими високими продажами включають «Графа Монте-Крісто» Олександра Дюма, «Дон Кіхот» Мігеля де Сервантеса, «Подорож на Захід» Ву Чен'ена і «Володар перснів» (який був проданий як серія з трьох томів, «Братство Персня», «Дві вежі» та «Повернення короля», як єдиний том і як шість томів у футлярі) Дж. Р. Р. Толкіна. Отже, у випадках, коли є надто велика невизначеність, книги виключаються зі списку.
«Гаррі Поттер» Джоан Роулінг, проданий тиражем понад 600 мільйонів примірників по всьому світу, є найбільш продаваною серією книг в історії. Перший роман у серії, «Гаррі Поттер і філософський камінь», було продано понад 120 мільйонів примірників, що робить його однією з найбільш продаваних книг усіх часів. Станом на червень 2017 року серію було перекладено 85 мовами, що помістило «Гаррі Поттера» в число найбільш перекладених літературних творів в історії. Останні чотири книги серії поспіль встановили рекорди як найшвидше продавані книги всіх часів, а остання частина, «Гаррі Поттер і Смертельні реліквії», розійшлася приблизно 15 мільйонами примірників по всьому світу протягом двадцяти чотирьох годин після виходу. З 12 мільйонами книг, надрукованих у першому тиражі в США, вона також тримає рекорд за найбільшим початковим тиражем будь-якої книги в історії.

## Ключ
Нехудожня література

## Список найпопулярніших окремих книг

### Більше 100 мільйонів примірників
| Книга                                                                         | Автор(и)                 | Мова оригіналу | Перше видання | Орієнтовні продажі | Жанр                       |
| ----------------------------------------------------------------------------- | ------------------------ | -------------- | ------------- | ------------------ | -------------------------- |
| Повість про двоє міст (A Tale of Two Cities)                                  | Чарлз Дікенс             | англійська     | 1859          | >200 мільйонів     | Історична белетристика     |
| Маленький принц (Le Petit Prince)                                             | Антуан де Сент-Екзюпері  | французька     | 1943          | 200 мільйонів      | Фентезі, дитяча література |
| Алхімік (O Alquimista)                                                        | Пауло Коельйо            | португальська  | 1988          | 150 мільйонів      | Фентезі                    |
| Гаррі Поттер і філософський камінь (Harry Potter and the Philosopher's Stone) | Джоан Роулінг            | англійська     | 1997          | 120 мільйонів      | Фентезі, дитяча література |
| Таємниця Індіанського острова (And Then There Were None)                      | Агата Крісті             | англійська     | 1939          | 100 мільйонів      | Містерія                   |
| Сон у червоному теремі (紅樓夢)                                               | Цао Сюецінь              | китайська      | 1791          | 100 мільйонів      | Родинна сага               |
| Гобіт, або Туди і звідти (The Hobbit)                                         | Джон Рональд Руел Толкін | англійська     | 1937          | 100 мільйонів      | Фентезі, дитяча література |
| Аліса у Дивокраї (Alice's Adventures in Wonderland)                           | Льюїс Керрол             | англійська     | 1865          | 100 мільйонів      | Фентезі, абсурд            |

### Тираж від 50 до 100 мільйонів примірників
| Книга | Автор(и)                                       | Мова оригіналу | Перше видання | Орієнтовні продажі | Жанр                             |
| --- | ---------------------------------------------- | -------------- | ------------- | ------------------ | -------------------------------- |
| Лев, Біла Відьма та шафа (The Lion, the Witch and the Wardrobe)                                           | Клайв Стейплз Льюїс                            | англійська     | 1950          | 85 мільйонів       | Фентезі, дитяча література       |
| She: A History of Adventure (She: A History of Adventure)                                                 | Клайв Стейплз Льюїс                            | англійська     | 1887          | 83 мільйонів       | Пригодницька література          |
| Код да Вінчі (The Da Vinci Code)                                                                          | Ден Браун                                      | англійська     | 2003          | 80 мільйонів       | Містерія, трилер                 |
| Гаррі Поттер і таємна кімната (Harry Potter and the Chamber of Secrets)                                   | Джоан Роулінг                                  | англійська     | 1998          | 77 мільйонів       | Фентезі, дитяча література       |
| Ловець у житі (The Catcher in the Rye)                                                                    | Джером Девід Селінджер                         | англійська     | 1951          | 65 мільйонів       | Історія дорослішання             |
| Мости округу Медісон (The Bridges of Madison County)                                                      | Роберт Джеймс Воллер                           | англійська     | 1992          | 60 мільйонів       | Романтичний роман                |
| Сто років самотності (Cien años de soledad)                                                               | Габрієль Гарсія Маркес                         | іспанська      | 1967          | 50 мільйонів       | Магічний реалізм                 |
| Лоліта (Lolita)                                                                                           | Набоков Володимир Володимирович                | англійська     | 1955          | 50 мільйонів       | Роман                            |
| Гайді (Heidi)                                                                                             | Йоганна Шпірі                                  | німецька       | 1880          | 50 мільйонів       | Дитяча література                |
| Книга здорового глузду про догляд за немовлятами та дітьми (The Common Sense Book of Baby and Child Care) | Бенджамін Спок                                 | англійська     | 1946          | 50 мільйонів       | Інструкція                       |
| Енн із Зелених Дахів (Anne of Green Gables)                                                               | Люсі Мод Монтгомері                            | англійська     | 1908          | 50 мільйонів       | Дитяча література                |
| Чорна красуня (Black Beauty)                                                                              | Анна Сьюел                                     | англійська     | 1877          | 50 мільйонів       | Дитяча література                |
| Ім'я рози (Il Nome della Rosa)                                                                            | Умберто Еко                                    | італійська     | 1980          | 50 мільйонів       | Історична белетристика, містерія |
| Орел приземлився (The Eagle Has Landed)                                                                   | Джек Хіггінс                                   | англійська     | 1975          | 50 мільйонів       | Війна, трилер                    |
| Небезпечні мандри (Watership Down)                                                                        | Річард Адамс                                   | англійська     | 1972          | 50 мільйонів       | Дитяча література                |
| Доповідь Гайт (The Hite Report)                                                                           | Шер Гайт                                       | англійська     | 1976          | 50 мільйонів       | Нон-фікшн                        |
| Павутиння Шарлотти (Charlotte's Web)                                                                      | Елвін Брукс Вайт; ілюстровано Гартом Вільямсом | англійська     | 1952          | 50 мільйонів       | Дитяча література                |
| Імбирна людина (The Ginger Man)                                                                           | Джеймс Патрік Данліві                          | англійська     | 1955          | 50 мільйонів       | Роман                            |
| Цілеспрямоване життя (The Purpose Driven Life)                                                            | Рік Воррен                                     | англійська     | 2002          | 50 мільйонів       | Філософський посібник            |

### Тираж від 20 до 50 мільйонів примірників
| Книга                                                                                 | Автор(и)                         | Мова оригіналу | Перше видання | Орієнтовні продажі                | Жанр |
| ------------------------------------------------------------------------------------- | -------------------------------- | -------------- | ------------- | --------------------------------- | --- |
| Казка про Кролика Пітера (The Tale of Peter Rabbit)                                   | Беатрікс Поттер                  | англійська     | 1902          | 45 мільйонів                      | Дитяча література                                                                                           |
| Джонатан Лівінгстон, мартин (Jonathan Livingston Seagull)                             | Річард Бах                       | англійська     | 1970          | 44 мільйонів                      | Повість, самодопомога                                                                                       |
| Дуже голодна гусениця (The Very Hungry Caterpillar)                                   | Ерік Карл                        | англійська     | 1969          | 43 мільйонів                      | Дитяча література, книжка-картинка                                                                          |
| Повідомлення Гарсії (A Message to Garcia)                                             | Елберт Габбард                   | англійська     | 1899          | 40 мільйонів                      | Есе/література                                                                                              |
| Убити пересмішника (To Kill a Mockingbird)                                            | Гарпер Лі                        | англійська     | 1960          | 40 мільйонів                      | Південна готика США, роман виховання                                                                        |
| Квіти на горищі (Flowers in the Attic)                                                | В. К. Ендрюс                     | англійська     | 1979          | 40 мільйонів                      | Готичний горрор, родинна сага                                                                               |
| Космос (Cosmos)                                                                       | Карл Саган                       | англійська     | 1980          | 40 мільйонів                      | Популяризація науки, антологія, астрофізика, космологія, філософія, історія                                 |
| Світ Софії (Sofies verden)                                                            | Юстейн Ґордер                    | норвезька      | 1991          | 40 мільйонів                      | Філософський роман, підліткова література                                                                   |
| Янголи і демони (Angels & Demons)                                                     | Ден Браун                        | англійська     | 2000          | 39 мільйонів                      | Міятерія-триллер                                                                                            |
| Анонімні Алкоголіки (Alcoholics Anonymous)                                            | Білл Вілсон                      | англійська     | 1939          | 37 мільйонів (близько)            | Самодопомога                                                                                                |
| Каїн і Авель (Kane and Abel)                                                          | Джеффрі Арчер                    | англійська     | 1979          | 37 мільйонів                      | Роман |
| Як гартувалася сталь (Как закалялась сталь)                                           | Островський Микола Олексійович   | російська      | 1932          | 36.4 мільйонів примірників в СРСР | Соціалістичний реалізм                                                                                      |
| Війна і мир (Война и мир)                                                             | Толстой Лев Миколайович          | російська      | 1869          | 36 мільйонів примірників у Росії  | Історична белетристика                                                                                      |
| Пригоди Піноккіо (Le avventure di Pinocchio)                                          | Карло Коллоді                    | італійська     | 1881          | 35 мільйонів                      | Фентезі, дитяча література                                                                                  |
| Щоденник Анни Франк (Het Achterhuis)                                                  | Анна Франк                       | німецька       | 1947          | 35 мільйонів                      | Історичний нон-фікшн, автобіографія, мемуари, роман виховання / досягнення повноліття, єврейська література |
| Ваші помилкові зони (Your Erroneous Zones)                                            | Вейн Даєр                        | англійська     | 1976          | 35 мільйонів                      | Самодопомога                                                                                                |
| Ті, що співають у терні (The Thorn Birds)                                             | Коллін Мак-Каллоу                | англійська     | 1977          | 33 мільйонів                      | Романтична сімейна сага                                                                                     |
| Ловець повітряних зміїв (The Kite Runner)                                             | Халед Госсейні                   | англійська     | 2003          | 31.5 мільйонів                    | Роман виховання, Іісторична белетристика                                                                    |
| Долина ляльок (Valley of the Dolls)                                                   | Жаклін Сюзанн                    | англійська     | 1966          | 31 мільйонів                      | Роман |
| Як здобувати друзів і впливати на людей (How to Win Friends and Influence People)     | Дейл Карнегі                     | англійська     | 1936          | 30 мільйонів (понад)              | Самодопомога                                                                                                |
| Великий Гетсбі (The Great Gatsby)                                                     | Френсіс Скотт Фіцджеральд        | англійська     | 1925          | 30 мільйонів («близько»)          | Роман, трагедія                                                                                             |
| Звіяні вітром (Gone with the Wind)                                                    | Марґарет Мітчелл                 | англійська     | 1936          | 30 мільйонів (приблизно)          | Історична белетристика                                                                                      |
| Ребекка (Rebecca)                                                                     | Дафна дю Мор'є                   | англійська     | 1938          | 30 мільйонів (приблизно)          | Готичний роман                                                                                              |
| Повстання Меймі Стовер (The Revolt of Mamie Stover)                                   | Вільям Бредфорд Г'юї             | англійська     | 1951          | 30 мільйонів                      | Художня література                                                                                          |
| Чоловіки, що ненавидять жінок (Män som hatar kvinnor)                                 | Стіг Ларссон                     | англійська     | 2005          | 30 мільйонів                      | Художня література                                                                                          |
| Втрачений символ (The Lost Symbol)                                                    | Ден Браун                        | англійська     | 2009          | 30 мільйонів                      | Художня література                                                                                          |
| Голодні ігри (The Hunger Games)                                                       | Сюзанна Коллінз                  | англійська     | 2008          | 29 мільйонів у США                | Молодіжна художня література для дорослих                                                                   |
| Джеймс і гігантський персик (James and the Giant Peach)                               | Роальд Дал                       | англійська     | 1961          | 28 мільйонів                      | Дитяча література                                                                                           |
| Молода гвардія (Молодая гвардия)                                                      | Фадєєв Олександр Олександрович   | російська      | 1945          | 26 мільйонів примірників в СРСР   | Історичний роман для молоді                                                                                 |
| Хто взяв мій сир? (Who Moved My Cheese?)                                              | Спенсер Джонсон                  | англійська     | 1998          | 28 — 30 мільйонів                 | Самодопомога, мотивація праці, бізнес-казка, психологія, лідерство, парабола                                |
| Коротка історія часу (A Brief History of Time)                                        | Стівен Гокінг                    | англійська     | 1988          | 25 мільйонів                      | Популяризація науки                                                                                         |
| Пол і Вірджині (Paul et Virginie)                                                     | Жак-Анрі Бернарден де Сен-П'єр   | французька     | 1788          | 25 мільйонів                      | Роман |
| Жага до життя (Lust for Life)                                                         | Ірвінг Стоун                     | англійська     | 1934          | 25 мільйонів                      | Біографічний роман                                                                                          |
| Вітер у вербах (The Wind in the Willows)                                              | Кеннет Грем                      | англійська     | 1908          | 25 мільйонів                      | Дитяча література                                                                                           |
| 7 звичок надзвичайно ефективних людей (The 7 Habits of Highly Effective People)       | Стівен Кові                      | англійська     | 1989          | 25 мільйонів                      | Самодопомога                                                                                                |
| Тотто-Чан: Дівчинка біля вікна (窓ぎわのトットちゃん)                                 | Тецуко Куроянагі                 | японська       | 1981          | 25 мільйонів                      | Автобіографічний роман                                                                                      |
| Піднята цілина (Поднятая целина)                                                      | Шолохов Михайло Олександрович    | російська      | 1935          | 24 мільйонів примірників в СРСР   | Роман |
| Целестинське пророцтво (The Celestine Prophecy)                                       | Джеймс Редфілд                   | англійська     | 1993          | 23 мільйонів                      | Духовний роман в стилі нью-ейдж                                                                             |
| Провина зірок (The Fault in Our Stars)                                                | Джон Ґрін                        | англійська     | 2012          | 23 мільйонів                      | Молодіжний романтичний роман для дорослих                                                                   |
| Дівчина у потягу (The Girl on the Train)                                              | Пола Гоукінз                     | англійська     | 2015          | 23 мільйонів                      | Трилер |
| Хижа (The Shack)                                                                      | Вільям П. Янг                    | англійська     | 2007          | 22.5 мільйонів                    | Роман |
| Дядя Сьопа (Дядя Стёпа)                                                               | Михалков Сергій Володимирович    | російська      | 1936          | 21 мільйонів примірників в СРСР   | Дитяча література, книжка-картинка                                                                          |
| Хрещений батько (The Godfather)                                                       | Маріо П'юзо                      | англійська     | 1969          | 21 мільйонів                      | Кримінальний роман                                                                                          |
| Історія одного кохання (Love Story)                                                   | Ерік Сігал                       | англійська     | 1970          | 21 мільйонів                      | Романтичний роман                                                                                           |
| У вогні (Catching Fire)                                                               | Сюзанна Коллінз                  | англійська     | 2009          | 21 мільйонів у США                | Молодіжний роман, пригоди, антиутопія, наукова фантастика                                                   |
| Переспівниця (Mockingjay)                                                             | Сюзанна Коллінз                  | англійська     | 2010          | 20 мільйонів у США                | Молодіжний роман, пригоди, війна, наукова фантастика, бойовик                                               |
| Кухня (キッチン)                                                                      | Йосімото Банана                  | японська       | 1988          | 20 мільйонів                      | Японський роман                                                                                             |
| Туманність Андромеди (Туманность Андромеды)                                           | Єфремов Іван Антонович           | російська      | 1957          | 20 мільйонів                      | Науково-фантастичний роман                                                                                  |
| Зникла дівчина (Gone Girl)                                                            | Ґіліян Флінн                     | англійська     | 2012          | 20 мільйонів                      | Роман-трилер у жанрі кримінальний детектив                                                                  |
| Бермудський трикутник (The Bermuda Triangle)                                          | Чарльз Берліц                    | англійська     | 1974          | 20 мільйонів                      | |
| І прийшло знищення (Things Fall Apart)                                                | Чинуа Ачебе                      | англійська     | 1958          | 20 мільйонів                      | Роман |
| Тотем вовка (狼图腾)                                                                  | Цзян Жун                         | китайська      | 2004          | 20 мільйонів                      | Автобіографічний роман                                                                                      |
| Щаслива повія: Моя власна історія (The Happy Hooker: My Own Story)                    | Ксав'єра Голландер               | англійська     | 1971          | 20 мільйонів                      | Мемуари |
| Щелепи (Jaws)                                                                         | Пітер Бенчлі                     | англійська     | 1974          | 20 мільйонів                      | Трилер |
| Люблю тебе назавжди (Love You Forever)                                                | Роберт Мюнш                      | англійська     | 1986          | 20 мільйонів                      | Дитяча література, книжка-картинка, художня література                                                      |
| Жіноча кімната (The Women's Room)                                                     | Мерилін Френч                    | англійська     | 1977          | 20 мільйонів                      | Феміністичний роман                                                                                         |
| Чого чекати, коли ви чекаєте (What to Expect When You're Expecting)                   | Арлін Айзенберг та Гейді Муркофф | англійська     | 1984          | 20 мільйонів                      | Посібник для вагітних                                                                                       |
| Пригоди Гекльберрі Фінна (Adventures of Huckleberry Finn)                             | Марк Твен                        | англійська     | 1885          | 20 мільйонів                      | Крутійський роман, роман виховання, сатира, робінзонада                                                     |
| Таємний щоденник Адріана Моула, 13¾ років (The Secret Diary of Adrian Mole, Aged 13¾) | Сью Таунсенд                     | англійська     | 1982          | 20 мільйонів                      | Молодіжний роман для дорослих                                                                               |
| Гордість і упередження (Pride and Prejudice)                                          | Джейн Остін                      | англійська     | 1813          | 20 мільйонів                      | Класичний роман епохи Регентства, романтика                                                                 |
| Експедиція Кон-Тікі (Kon-Tiki ekspedisjonen)                                          | Тур Хеєрдал                      | норвезька      | 1950          | 20 мільйонів                      | Подорожня література                                                                                        |
| Пригоди бравого вояка Швейка (Osudy dobrého vojáka Švejka za světové války)           | Ярослав Гашек                    | чеська         | 1923          | 20 мільйонів (надрукованих)       | Незакінчений сатиричний чорногуморний роман                                                                 |
| Де дикі речі (Where the Wild Things Are)                                              | Моріс Сендак                     | англійська     | 1963          | 20 мільйонів                      | Дитяча література                                                                                           |
| Сила позитивного мислення (The Power of Positive Thinking)                            | Норман Вінсент Піл               | англійська     | 1952          | 20 мільйонів                      | Самодопомога                                                                                                |
| Секрет (The Secret)                                                                   | Ронда Бірн                       | англійська     | 2006          | 20 мільйонів                      | Самодопомога                                                                                                |
| Страх польотів (Fear of Flying)                                                       | Еріка Йонг                       | англійська     | 1973          | 20 мільйонів                      | Романтичний роман                                                                                           |
| Дюна (Dune)                                                                           | Френк Герберт                    | англійська     | 1965          | 20 мільйонів                      | Науково-фантастичний роман                                                                                  |
| Чарлі і шоколадна фабрика (Charlie and the Chocolate Factory)                         | Роальд Дал                       | англійська     | 1964          | 20 мільйонів                      | Дитяча фентезійна література                                                                                |
| Гола мавпа (The Naked Ape)                                                            | Десмонд Морріс                   | англійська     | 1968          | 20 мільйонів                      | Суспільні науки, антропологія, психологія                                                                   |
| Серце (こゝろ)                                                                        | Нацуме Сосекі                    | японська       | 1914          | 20 мільйонів (станом на 1994 рік) | Роман |

### Тираж від 10 до 20 мільйонів примірників
| Книга | Автор(и)              | Мова оригіналу | Перше видання | Орієнтовні продажі                     | Жанр                                          |
| --- | --------------------- | -------------- | ------------- | -------------------------------------- | --------------------------------------------- |
| Там, де співають раки (Where the Crawdads Sing)                                                           | Делія Овенс           | англійська     | 2018          | 18 мільйонів                           | Історія дорослішання, таємниця вбивства       |
| Іди туди, куди веде тебе серце (Va' dove ti porta il cuore)                                               | Сусанна Тамаро        | італійська     | 1994          | 18 мільйонів                           | Сентиментальна література, епістолярний роман |
| Матильда (Matilda)                                                                                        | Роальд Дал            | англійська     | 1988          | 17 мільйонів                           | Дитяча література                             |
| Крадійка книжок (The Book Thief)                                                                          | Маркус Зузак          | англійська     | 2005          | 16 мільйонів                           | Підліткова література                         |
| Шептун коней (The Horse Whisperer)                                                                        | Ніколас Еванс         | англійська     | 1995          | 16 мільйонів                           |                                               |
| На добраніч, Місяце (Goodnight Moon)                                                                      | Маргарет Вайз Браун   | англійська     | 1947          | 16 мільйонів                           | Дитяча література                             |
| Нескінченна історія (Die unendliche Geschichte)                                                           | Міхаель Енде          | німецька       | 1979          | 16 мільйонів                           | Дитяча література                             |
| Все те незриме світло (All the Light We Cannot See)                                                       | Ентоні Дорр           | англійська     | 2014          | 15.3 мільйонів                         | Історична белетристика, воєнний роман         |
| П'ятдесят відтінків (Fifty Shades of Grey)                                                                | Еріка Леонард Джеймс  | англійська     | 2011          | 15.2 мільйонів у США                   | Еротика                                       |
| Аутсайдери (The Outsiders)                                                                                | С. Е. Гінтон          | англійська     | 1967          | 15 мільйонів                           |                                               |
| Вгадай, як сильно я тебе люблю (Guess How Much I Love You)                                                | Сем МакБратні         | англійська     | 1994          | 15 мільйонів                           |                                               |
| Сьоґун (Shōgun)                                                                                           | Джеймс Клавелл        | англійська     | 1975          | 15 мільйонів                           |                                               |
| Маленьке цуценя (The Poky Little Puppy)                                                                   | Джанетт Себрінг Ловрі | англійська     | 1942          | 15 мільйонів                           |                                               |
| Стовпи Землі (The Pillars of the Earth)                                                                   | Кен Фоллетт           | англійська     | 1989          | 15 мільйонів                           | Історична белетристика                        |
| Парфуми (Das Parfum)                                                                                      | Патрік Зюскінд        | німецька       | 1985          | 15 мільйонів                           |                                               |
| Грона гніву (The Grapes of Wrath)                                                                         | Джон Стейнбек         | англійська     | 1939          | 15 мільйонів                           |                                               |
| Тінь вітру (La sombra del viento)                                                                         | Карлос Руїс Сафон     | іспанська      | 2001          | 15 мільйонів                           |                                               |
| Перекладач хвороб (Interpreter of Maladies)                                                               | Джумпа Лахірі         | англійська     | 2000          | 15 мільйонів                           |                                               |
| Становлення (Becoming)                                                                                    | Мішель Обама          | англійська     | 2018          | 14 мільйонів                           |                                               |
| Путівник Галактикою (The Hitchhiker's Guide to the Galaxy)                                                | Дуглас Адамс          | англійська     | 1979          | 14 мільйонів                           | Наукова фантастика                            |
| Вівторки з Моррі (Tuesdays with Morrie)                                                                   | Мітч Альбом           | англійська     | 1997          | 14 мільйонів                           |                                               |
| Божий маленький акр (God's Little Acre)                                                                   | Ерскін Колдвелл       | англійська     | 1933          | 14 мільйонів                           |                                               |
| Зморшка в часі (A Wrinkle in Time)                                                                        | Мадлен Л'Енґл         | англійська     | 1962          | 14 мільйонів                           |                                               |
| Довгий шлях до свободи (Long Walk to Freedom)                                                             | Нельсон Мандела       | англійська     | 1994          | 14 мільйонів                           |                                               |
| Старий і море (The Old Man and the Sea)                                                                   | Ернест Гемінґвей      | англійська     | 1952          | 13 мільйонів                           |                                               |
| Життя після життя (Life After Life)                                                                       | Раймонд Моуді         | англійська     | 1975          | 13 мільйонів                           |                                               |
| Момо (Momo)                                                                                               | Міхаель Енде          | німецька       | 1973          | 13 мільйонів                           | Дитяча література                             |
| Пейтон Плейс (Peyton Place)                                                                               | Грейс Металіус        | англійська     | 1956          | 12.1 мільйонів                         |                                               |
| Хранитель (The Giver)                                                                                     | Лоїс Лоурі            | англійська     | 1993          | 12 мільйонів                           | Утопічна та антиутопічна фантастика           |
| До зустрічі з тобою (Me Before You)                                                                       | Джоджо Моєс           | англійська     | 2012          | 12 мільйонів                           |                                               |
| Норвезький ліс (ノルウェイの森)                                                                           | Муракамі Харукі       | японська       | 1987          | 12 мільйонів                           |                                               |
| Чума (La Peste)                                                                                           | Альбер Камю           | французька     | 1947          | 12 мільйонів                           |                                               |
| Більше не людина (人間失格)                                                                               | Дадзай Осаму          | японська       | 1948          | 12 мільйонів                           |                                               |
| Людина в пошуках справжнього сенсу. Психолог у концтаборі (Ein Psychologe erlebt das Konzentrationslager) | Віктор Франкль        | німецька       | 1946          | 12 мільйонів                           |                                               |
| Божественна комедія (La Divina Commedia)                                                                  | Данте Аліг'єрі        | італійська     | 1304          | 11–12 мільйонів (протягом ХХ століття) |                                               |
| Пророк (The Prophet)                                                                                      | Халіль Джебран        | англійська     | 1923          | 11 мільйонів                           |                                               |
| Хлопчик у смугастій піжамі (The Boy in the Striped Pyjamas)                                               | Джон Бойн             | англійська     | 2006          | 11 мільйонів                           |                                               |
| Екзорцист (The Exorcist)                                                                                  | Вільям Пітер Блетті   | англійська     | 1971          | 11 мільйонів                           | Фантастика жахів                              |
| Груффало (The Gruffalo)                                                                                   | Джулія Дональдсон     | англійська     | 1999          | 10.5 мільйонів                         | Дитяча література, книжка з картинками        |
| П'ятдесят відтінків темряви (Fifty Shades Darker)                                                         | Еріка Леонард Джеймс  | англійська     | 2012          | 10.4 мільйонів у США                   | Еротика                                       |
| Тютюнова дорога (Tobacco Road)                                                                            | Ерскін Колдвелл       | англійська     | 1932          | 10 мільйонів                           |                                               |
| Роня, дочка розбійника (Ronja Rövardotter)                                                                | Астрід Ліндґрен       | шведська       | 1981          | 10 мільйонів                           |                                               |
| Кіт у капелюсі (The Cat in the Hat)                                                                       | Доктор Сьюз           | англійська     | 1957          | 10.5 мільйонів                         | Дитяча література, книжка з картинками        |
| Діана: її справжня історія (Diana: Her True Story)                                                        | Ендрю Мортон          | англійська     | 1992          | 10 мільйонів                           |                                               |
| Прислуга (The Help)                                                                                       | Кетрін Стокетт        | англійська     | 2009          | 10 мільйонів                           |                                               |
| Пастка-22 (Catch-22)                                                                                      | Джозеф Геллер         | англійська     | 1961          | 10 мільйонів                           |                                               |
| Сторонній (L'Étranger)                                                                                    | Альбер Камю           | французька     | 1942          | 10 мільйонів                           |                                               |
| Вушко голки (Eye of the Needle)                                                                           | Кен Фоллетт           | англійська     | 1978          | 10 мільйонів                           |                                               |
| Милі кості (The Lovely Bones)                                                                             | Еліс Сіболд           | англійська     | 2002          | 10 мільйонів                           |                                               |
| Дикі лебеді (Wild Swans)                                                                                  | Юн Чжан               | англійська     | 1992          | 10 мільйонів                           |                                               |
| Свята Евіта (Santa Evita)                                                                                 | Томас Елой Мартінес   | іспанська      | 1995          | 10 мільйонів                           |                                               |
| Ніч (Un di Velt Hot Geshvign)                                                                             | Елі Візель            | ідиш           | 1958          | 10 мільйонів                           |                                               |
| Конфуцій від серця (于丹《论语》心得)                                                                     | Ю Дан                 | китайська      | 2006          | 10 мільйонів                           |                                               |
| Тотальна жінка (The Total Woman)                                                                          | Марабель Морган       | англійська     | 1974          | 10 мільйонів                           |                                               |
| Революція цінності знань (知価革命)                                                                       | Тайчі Сакайя          | японська       | 1985          | 10 мільйонів                           |                                               |
| Проблеми соціалістичної економіки Китаю (中国社会主义经济问题研究)                                        | Сюе Муцяо             | китайська      | 1979          | 10 мільйонів                           |                                               |
| Якого кольору твій парашут? (What Color Is Your Parachute?)                                               | Річард Нельсон Боллес | англійська     | 1970          | 10 мільйонів                           |                                               |
| Дієта Дюкана (The Dukan Diet)                                                                             | П'єр Дюкан            | французька     | 2000          | 10 мільйонів                           |                                               |
| Радість сексу (The Joy of Sex)                                                                            | Алекс Комфорт         | англійська     | 1972          | 10 мільйонів                           |                                               |
| Євангеліє від Арахісів (The Gospel According to Peanuts)                                                  | Роберт Л. Шорт        | англійська     | 1965          | 10 мільйонів                           |                                               |
| Витончене мистецтво забивати на все (The Subtle Art of Not Giving a Fuck)                                 | Марк Менсон           | англійська     | 2016          | 10 мільйонів                           |                                               |
| Життя Пі (Life of Pi)                                                                                     | Янн Мартель           | англійська     | 2001          | 10 мільйонів                           |                                               |
| Перший бігун (The Front Runner)                                                                           | Патриція Килина       | англійська     | 1974          | 10 мільйонів                           |                                               |
| Мета. Процес безперервного вдосконалення (The Goal)                                                       | Еліягу Ґолдратт       | англійська     | 1984          | 10 мільйонів                           |                                               |
| 451 градус за Фаренгейтом (Fahrenheit 451)                                                                | Рей Бредбері          | англійська     | 1953          | 10 мільйонів                           |                                               |
| Прах Анджели (Angela's Ashes)                                                                             | Френк Маккурт         | англійська     | 1996          | 10 мільйонів                           |                                               |
| Історія моїх експериментів з правдою (સત્યના પ્રયોગો અથવા આત્મકથા)                                                | Магатма Ганді         | гуджараті      | 1925–1929     | 10 мільйонів                           |                                               |
| Щоденник Бріджит Джонс (Bridget Jones's Diary)                                                            | Гелен Філдінг         | англійська     | 1996          | 10 мільйонів (станом на 2005)          |                                               |
| Покинь, якщо кохаєш (It Ends with Us)                                                                     | Коллін Гувер          | англійська     | 2016          | 10 мільйонів                           | Романтичний роман, фікшн                      |

## Список найбільш продаваних серій книг

### Більше 100 мільйонів примірників
| Книжкова серія                                             | Автор(и)                              | Мова оригіналу | Кількість одиниць                         | Перше видання | Орієнтовні продажі |
| ---------------------------------------------------------- | ------------------------------------- | -------------- | ----------------------------------------- | ------------- | ------------------ |
| Гаррі Поттер (Harry Potter)                                | Джоан Роулінг                         | англійська     | 7 + 3 книги-супутники + 4 сценарії        | 1997–2007     | 600 мільйонів      |
| Goosebumps                                                 | Роберт Лоуренс Стайн                  | англійська     | 62 + спін-офф серії                       | 1992–нині     | 400 мільйонів      |
| Перрі Мейсон (Perry Mason)                                 | Ерл Стенлі Ґарднер                    | англійська     | 82 + 4 оповідання                         | 1933–1973     | 300 мільйонів      |
| Щоденник слабака (Diary of a Wimpy Kid)                    | Джеф Кінні                            | англійська     | 19 + 5 спін-оффів                         | 2007–нині     | 290 мільйонів      |
| Ведмеді Беренстейн (Berenstain Bears)                      | Стен і Ян Беренштейн                  | англійська     | 428                                       | 1962–нині     | 260 мільйонів      |
| Виберіть власну пригоду (Choose Your Own Adventure)        | Різні автори                          | англійська     | 185+                                      | 1979–нині     | 250 мільйонів      |
| Старша школа «Солодка Долина». (Sweet Valley High)         | Франсін Паскаль і письменники-привиди | англійська     | 400                                       | 1983–2003     | 250 мільйонів      |
| Серія «Залізниця» (The Railway Series)                     | Преподобний В. Одрі, Крістофер Одрі   | англійська     | 42                                        | 1945–2011     | 201 мільйонів      |
| Нодді (Noddy)                                              | Енід Мері Блайтон                     | англійська     | 24                                        | 1949–нині     | 200 мільйонів      |
| Ненсі Дрю (Nancy Drew)                                     | Різні автори, такі як Керолін Кін     | англійська     | 175                                       | 1930–нині     | 200 мільйонів      |
| Сан-Антоніо (San-Antonio)                                  | Фредерік Дард                         | французька     | 173                                       | 1949–2001     | 200 мільйонів      |
| Роберт Ленгдон (Robert Langdon)                            | Ден Браун                             | англійська     | 5                                         | 2000–нині     | 200 мільйонів      |
| Джеронімо Стілтон (Geronimo Stilton)                       | Елізабетта Дамі                       | італійська     | 200+                                      | 1997–нині     | 180 мільйонів      |
| Персі Джексон та Олімпійці (Percy Jackson & the Olympians) | Рік Ріордан                           | англійська     | 7 + 5 супровідних книг + 4 спін-офф серії | 2005–нині     | 180 мільйонів      |
| Клуб няні (The Baby-sitters Club)                          | Енн Мартін                            | англійська     | 335                                       | 1986–нині     | 172 мільйонів      |
| Сутінкова сага (Twilight)                                  | Стефені Маєр                          | англійська     | 4 + 2 книги-супутники + 1 повість         | 2005–2020     | 160 мільйонів      |
| Список книг за «Зоряними війнами» (Star Wars)              | Різні автори                          | англійська     | понад 300                                 | 1977–нині     | 160 мільйонів      |
| Маленьке звірятко (Little Critter)                         | Мерсер Майєр                          | англійська     | понад 200                                 | 1975–нині     | 150 мільйонів      |
| Кролик Пітер (Peter Rabbit)                                | Беатрікс Поттер                       | англійська     | 6                                         | 1902–1930     | 150 мільйонів      |
| П'ятдесят відтінків (Fifty Shades)                         | Еріка Леонард Джеймс                  | англійська     | 3                                         | 2011–2015     | 150 мільйонів      |
| Американська дівчина (American Girl)                       | Різні автори                          | англійська     | 141 + спін-офф серія                      | 1986–нині     | 160 мільйонів      |
| Курячий суп для душі (Chicken Soup for the Soul)           | Джек Кенфілд, Марк Віктор Гансен      | англійська     | 105                                       | 1997–нині     | 130 мільйонів      |
| Великий Рудий Пес Кліффорд (Clifford the Big Red Dog)      | Норман Брідвелл                       | англійська     | 91                                        | 1963–2014     | 129 мільйонів      |
| Френк Меррівелл (Frank Merriwell)                          | Гілберт Паттен                        | англійська     | 209                                       | 1896–1936     | 125 мільйонів      |
| Дірк Пітт (Dirk Pitt)                                      | Клайв Касслер                         | англійська     | 24                                        | 1973–нині     | 120 мільйонів      |
| Мусасі (宮本武蔵)                                          | Ейдзі Йосікава                        | японська       | 7                                         | 1935–1939     | 120 мільйонів      |
| Хроніки Нарнії (The Chronicles of Narnia)                  | Клайв Стейплз Льюїс                   | англійська     | 7                                         | 1950–1956     | 120 мільйонів      |
| Містер Мен (Mr. Men)                                       | Роджер Харгрівс, Адам Гаргрівс        | англійська     | 43                                        | 1971–нині     | 120 мільйонів      |
| SAS                                                        | Жерар де Вільє                        | французька     | 200                                       | 1965–2013     | 120 мільйонів      |
| Голодні ігри (The Hunger Games)                            | Сюзанна Коллінз                       | англійська     | 5                                         | 2008–нині     | 100 мільйонів      |
| Джеймс Бонд (James Bond)                                   | Ян Флемінг                            | англійська     | 14                                        | 1953–1966     | 100 мільйонів      |
| Мартін (Martine)                                           | Жильбер Делає, Марсель Марльє         | французька     | 60                                        | 1954–2014     | 100 мільйонів      |
| Міленіум (Millennium)                                      | Стіг Ларссон, Давід Лаґеркранц        | шведська       | 6                                         | 2005–нині     | 100 мільйонів      |

### Тираж від 30 до 50 мільйонів примірників
| Книжкова серія                                                             | Автор(и)                                         | Мова оригіналу | Кількість одиниць          | Перше видання | Орієнтовні продажі |
| -------------------------------------------------------------------------- | ------------------------------------------------ | -------------- | -------------------------- | ------------- | ------------------ |
| Пісня льоду й полум'я (A Song of Ice and Fire)                             | Джордж Мартін                                    | англійська     | 5 + 3 новели + 1 путівник  | 1996–нині     | 90 мільйонів       |
| Колесо часу (The Wheel of Time)                                            | Роберт Джордан, Брендон Сендерсон                | англійська     | 15                         | 1990–2013     | 90 мільйонів       |
| Дискосвіт (Discworld)                                                      | Террі Пратчетт                                   | англійська     | 42                         | 1983–2015     | 90 мільйонів       |
| Міффі (Nijntje)                                                            | Дік Бруна                                        | голландська    | 119                        | 1955–нині     | 85 мільйонів       |
| Алекс Кросс (Alex Cross)                                                   | Джеймс Паттерсон                                 | англійська     | 21                         | 1993–нині     | 81 мільйонів       |
| Анпанман (アンパンマン)                                                    | Такаші Янасе                                     | японська       | 150 книжок з малюнками     | 1973–2013     | 80 мільйонів       |
| Капітан Підштаники (Captain Underpants)                                    | Дейв Пілкі                                       | англійська     | 12 плюс спін-оффи          | 1997–2015     | 80 мільйонів       |
| Вулиця страху (Fear Street)                                                | Роберт Лоуренс Стайн                             | англійська     | 114                        | 1989–нині     | 80 мільйонів       |
| Пеппі Довгапанчоха (Pippi Långstrump)                                      | Астрід Ліндґрен                                  | шведська       | 3 + 3 книжки з картинками  | 1945–2001     | 80 мільйонів       |
| Вампірські хроніки (The Vampire Chronicles)                                | Енн Райс                                         | англійська     | 13                         | 1976–2021     | 80 мільйонів       |
| Агент 117 (OSS 117)                                                        | Джин Брюс                                        | французька     | 265                        | 1949–1992     | 75 мільйонів       |
| Вінні-Пух (Winnie-the-Pooh)                                                | Алан Александер Мілн; ілюстровано Е. Г. Шепардом | англійська     | 2                          | 1926–1928     | 70 мільйонів       |
| Серія «Чарівний будинок на дереві» (Magic Tree House series)               | Мері Поуп Осборн                                 | англійська     | 56                         | 1992–нині     | 70 мільйонів       |
| Залишений позаду (Left Behind)                                             | Тім ЛаГей, Джеррі Б. Дженкінс                    | англійська     | 16                         | 1996–2007     | 65 мільйонів       |
| Низка нещасливих подій (A Series of Unfortunate Events)                    | Лемоні Снікет, він же Деніел Гендлер             | англійська     | 13                         | 1999–2006     | 65 мільйонів       |
| Будиночок у прерії (Little House on the Prairie)                           | Лора Інґлз Вайлдер                               | англійська     | 12                         | 1932–2006     | 60 мільйонів       |
| Усі створіння, великі й малі (All Creatures Great and Small)               | Альф Вайт, як Джеймс Герріот                     | англійська     | 8                          | 1970–1992     | 60 мільйонів       |
| Джек Річер (Jack Reacher)                                                  | Лі Чайлд                                         | англійська     | 29 романів + 21 оповідання | 1997–нині     | 60 мільйонів       |
| Чарівний шкільний автобус (The Magic School Bus)                           | Джоанна Коул, ілюстрації Брюса Дегена            | англійська     | 131                        | 1986–2010     | 58 мільйонів       |
| Де Воллі? (Where's Wally?)                                                 | Мартін Гендфорд                                  | англійська     | 13                         | 1987–нині     | 55 мільйонів       |
| Чоловіки з Марса, жінки з Венери (Men Are from Mars, Women Are from Venus) | Джон Грей                                        | англійська     | 15                         | 1992–нині     | 50 мільйонів       |
| Брати Гарді (The Hardy Boys)                                               | Різні автори, такі як Франклін В. Діксон         | англійська     | 190                        | 1927–нині     | 50 мільйонів       |
| Близнюки Бобсі (The Bobbsey Twins)                                         | Різні автори, такі як Лора Лі Гоуп               | англійська     | 72                         | 1904–1979     | 50 мільйонів       |
| Тарзан (Tarzan)                                                            | Едгар Райс Барроуз                               | англійська     | 26                         | 1914–1995     | 50 мільйонів       |

| Книжкова серія                                                          | Автор(и)                                   | Мова оригіналу | Кількість одиниць       | Перше видання | Орієнтовні продажі |
| ----------------------------------------------------------------------- | ------------------------------------------ | -------------- | ----------------------- | ------------- | ------------------ |
| Хроніки мисливця за тінями (The Shadowhunter Chronicles)                | Кассандра Клер                             | англійська     | 14 + 8 супровідних книг | 2007–нині     | 50 мільйонів       |
| Діти Землі (Earth's Children)                                           | Джін Мері Ауел                             | англійська     | 6                       | 1980–2011     | 45 мільйонів       |
| Перша дитяча навчальна бібліотека (A Child's First Library of Learning) | Різні автори                               | англійська     | 29                      | 1980–         | 45 мільйонів       |
| Джун Б. Джонс (Junie B. Jones)                                          | Барбара Парк                               | англійська     | 30                      | 1992–2013     | 44 мільйонів       |
| Гаррі Бош (Harry Bosch)                                                 | Майкл Коннеллі                             | англійська     | 15                      | 1992–         | 42 мільйонів       |
| Гаррі Гоул (Harry Hole)                                                 | Ю Несбе                                    | норвезька      | 13                      | 1997–нині     | 40 мільйонів       |
| Коти-вояки (Warriors)                                                   | Ерін Гантер                                | англійська     | 78                      | 2003–нині     | 40 мільйонів       |
| Ілюстрована книжка-розповідь «Залізничний партизан» (连环画 铁道游击队) | Лю Чжися                                   | китайська      | 10                      | 1955–1962     | 36.52 мільйонів    |
| Великий Проїзд (かいけつゾロリ)                                         | Ютака Хара                                 | японська       | 60                      | 1987–нині     | 35 мільйонів       |
| Ведмедик Паддінгтон (Paddington Bear)                                   | Майкл Бонд                                 | англійська     | 70                      | 1958–нині     | 35 мільйонів       |
| Аніморфи (Animorphs)                                                    | Кетрін Епплгейт та авторів текстів         | англійська     | 54                      | 1996-2001     | 35 мільйонів       |
| Дивергентна трилогія (Divergent trilogy)                                | Вероніка Рот                               | англійська     | 3 + 1 супровідна книга  | 2011–2013     | 35 мільйонів       |
| Незагар (ノンタン)                                                      | Сачіко Кійоно                              | японська       | 40                      | 1976–2016     | 33.6 мільйонів     |
| Сага про Гуїна (グイン・サーガ)                                         | Курімото Каору, Ю Годай                    | японська       | 149                     | 1979–2024     | 33 мільйонів       |
| Цикл Спадщина (The Inheritance Cycle)                                   | Крістофер Паоліні                          | англійська     | 5 + 1 супровідна книга  | 2002–2023     | 33 мільйонів       |
| Багатий тато, бідний тато (Rich Dad, Poor Dad)                          | Роберт Кійосакі, Шерон Лехтер              | англійська     | 18                      | 1997–         | 32 мільйонів       |
| Toaru Majutsu no Index (とある魔術の禁書目録)                           | Кадзума Камачі                             | японська       | 46                      | 2004–         | 30 мільйонів       |
| Токугава Іеясу (徳川家康)                                               | Сохачі Ямаока                              | японська       | 26                      | 1950–1967     | 30 мільйонів       |
| Рамона (Ramona)                                                         | Беверлі Клірі                              | англійська     | 8                       | 1955–1999     | 30 мільйонів       |
| Темна Вежа (The Dark Tower)                                             | Стівен Кінг                                | англійська     | 8                       | 1982–2012     | 30 мільйонів       |
| Щоденники Дорка (Dork Diaries)                                          | Рейчел Рене Рассел                         | англійська     | 15                      | 2009–2018     | 30 мільйонів       |
| Руйнівник (The Destroyer)                                               | Уоррен Мерфі та Річард Сапір, різні автори | англійська     | 150                     | 1971–нині     | 30 мільйонів       |

### Тираж від 20 до 30 мільйонів примірників
| Книжкова серія                                                       | Автор(и)                       | Мова оригіналу | Кількість одиниць    | Перше видання | Орієнтовні продажі            | Жанр                       |
| -------------------------------------------------------------------- | ------------------------------ | -------------- | -------------------- | ------------- | ----------------------------- | -------------------------- |
| Пам'ять про минуле Землі (地球往事)                                  | Лю Цисінь                      | китайська      | 3                    | 2008–2010     | 29 мільйонів                  | Наукова фантастика         |
| Серія "Кіт Голмс у черепашачому панцирі" (三毛猫ホームズシリーズ)    | Дзіро Акагава                  | японська       | 43                   | 1978–нині     | 28 мільйонів                  | Детектив, містерія         |
| Цікавий Джордж (Curious George)                                      | Ганс Аугусто Рей і Маргрет Рей | англійська     | 58                   | 1941–нині     | 27 мільйонів                  | Дитяча література          |
| Шаннара (Shannara)                                                   | Терренс Дін Брукс              | англійська     | 20                   | 1977–нині     | 26 мільйонів                  |                            |
| Курт Валландер (Kurt Wallander)                                      | Геннінг Манкелль               | шведська       | 10                   | 1991–2002     | 25 мільйонів                  |                            |
| Сага про людей льоду (Sagan om Isfolket)                             | Маргіт Сандемо                 | шведська       | 47                   | 1982–1989     | 25 мільйонів                  |                            |
| Меч Істини (The Sword of Truth)                                      | Террі Гудкайнд                 | англійська     | 21                   | 1998–нині     | 25 мільйонів                  |                            |
| Іноземець (Outlander)                                                | Діана Геблдон                  | англійська     | 8                    | 1991–нині     | 25 мільйонів                  |                            |
| Троє чоловіків, які ніколи не ладнають один з одним (ズッコケ三人組) | Масамото Насу                  | японська       | 50                   | 1978–2004     | 25 мільйонів                  | Дитяча література          |
| Оніхей Ханкачо (鬼平犯科帳)                                          | Шотаро Ікенамі                 | японська       | 24                   | 1968–1990     | 24.4 мільйонів, лише бункобон | Історична драма            |
| Мозковий квест (Brain Quest)                                         | Різні автори                   | англійська     |                      | 1992–нині     | 23.7 мільйонів                |                            |
| Дієта Саут-Біч (South Beach Diet)                                    | Артур Агатстон                 | англійська     | 6                    | 2003–нині     | 22 мільйонів                  |                            |
| Мистецтво Меча Онлайн (ソードアート・オンライン)                     | Кавахара Рекі                  | японська       | 27                   | 2009–нині     | 30 мільйонів                  |                            |
| Рьома га юку (竜馬がゆく)                                            | Рьотаро Шиба                   | японська       | 5                    | 1963–1966     | 21.5 мільйонів                | Історична драма            |
| Артеміс Фаул (Artemis Fowl)                                          | Йон Колфер                     | англійська     | 8 + 1 companion book | 2001–2012     | 21 мільйонів                  |                            |
| Брендон Сендерсон (The Cosmere)                                      | Брендон Сендерсон              | англійська     | 30+                  | 2005–нині     | 21 мільйонів                  |                            |
| Дюна (Dune series)                                                   | Френк Герберт                  | англійська     | 30+                  | 1965          | 20 мільйонів                  | Науково-фантастичний роман |
| Я вижив (I Survived series)                                          | Лорен Таршіс                   | англійська     | 25                   | 2010–2020     | понад 20 мільйонів            |                            |
| Découvertes Gallimard                                                | Різні автори                   | французька     | more than 700        | 1986–нині     | понад 20 мільйонів            |                            |
| Редволл (Redwall)                                                    | Браян Жак                      | англійська     | 22                   | 1986–2011     | 20 мільйонів                  |                            |
| Мейзі (Maisy)                                                        | Люсі Казінс                    | англійська     | 23                   | 1990–нині     | 20 мільйонів                  |                            |
| Dragonlance                                                          | Різні автори                   | англійська     | more than 150        | 1984–нині     | 20 мільйонів                  |                            |
| Генма Тайсен (幻魔大戦)                                              | Казумаса Хіраї                 | японська       | 20                   | 1979–1983     | 20 мільйонів                  |                            |
| Ворота молодості (青春の門)                                          | Хіроюкі Іцукі                  | японська       |                      | 1970–нині     | 20 мільйонів                  |                            |
| Рубаки (スレイヤーズ)                                                | Хаджіме Канзака                | японська       | 50                   | 1989–нині     | 20 мільйонів                  |                            |
| Фундація (Foundation)                                                | Айзек Азімов                   | англійська     | 3                    | 1950–1953     | 20 мільйонів                  |                            |
| Жахливі історії (Horrible Histories)                                 | Террі Дірі                     | англійська     | 24                   | 1993–нині     | 20 мільйонів                  |                            |
| Магія веселки (Rainbow Magic)                                        | Дейзі Медовз                   | англійська     | 80+                  | 2003–нині     | 20 мільйонів                  |                            |
| Морган Кейн (Morgan Kane)                                            | Луї Мастерсон                  | норвезька      | 90                   | 1966–         | 20 мільйонів                  |                            |
| Південні вампірські таємниці (The Southern Vampire Mysteries)        | Шарлейн Гарріс                 | англійська     | 13                   | 2001–2013     | 20 мільйонів                  |                            |

### Тираж від 15 до 20 мільйонів примірників
| Книжкова серія                                                     | Автор(и)                                          | Мова оригіналу | Кількість одиниць | Перше видання | Орієнтовні продажі |
| ------------------------------------------------------------------ | ------------------------------------------------- | -------------- | ----------------- | ------------- | ------------------ |
| Док Севідж (Doc Savage)                                            | Лестер Дент , різні автори                        | англійська     | 203               | 1933–нині     | 20 мільйонів       |
| Судзумія Харухі (涼宮ハルヒシリーズ)                               | Таніґава Наґару                                   | японська       | 11                | 2003–нині     | 20 мільйонів       |
| Період Сьова Історія 100 мільйонів людей (一億人の昭和史 )         | Томіясу Такахара, різні автори                    | японська       | 95                | 1975-1980     | 19 мільйонів       |
| Природничий альбом (科学のアルバム)                                | Різні автори                                      | японська       |                   | 1970–нині     | 19 мільйонів       |
| Бізнес фехтувальника (剣客商売)                                    | Шотаро Ікенамі                                    | японська       | 18                | 1972–1989     | 18 мільйонів       |
| Ераст Фандорін (Ераст Фандорин)                                    | Борис Акунін                                      | російська      | 12                | 1998–нині     | 18 мільйонів       |
| Вершники Перну (Dragonriders of Pern)                              | Енн Маккефрі                                      | англійська     | 23                | 1967–нині     | 18 мільйонів       |
| Мисливець на вампірів Ді (吸血鬼ハンターD)                         | Хідеюкі Кікучі                                    | японська       | 39                | 1983–нині     | 17 мільйонів       |
| Путівник Галактикою (The Hitchhiker's Guide to the Galaxy)         | Дуглас Адамс, а також фінальна книга - Йон Колфер | англійська     | 6                 | 1979–2008     | 16 мільйонів       |
| Серія Бокура (ぼくらシリーズ)                                      | Сода Осаму                                        | японська       | 36                | 1985–нині     | 15 мільйонів       |
| Бріджит Джонс (Bridget Jones)                                      | Гелен Філдінг                                     | англійська     | 3                 | 1996–нині     | 15 мільйонів       |
| Темні матерії (His Dark Materials)                                 | Філіп Пуллман                                     | англійська     | 3                 | 1995–2000     | 15 мільйонів       |
| Легенда про героїв Галактики (銀河英雄伝説)                        | Танака Йосікі                                     | японська       | 14                | 1982–1989     | 15 мільйонів       |
| Жіноче детективне агентство №1 (The No. 1 Ladies Detective Agency) | Александр МакКолл Сміт                            | англійська     | 23                | 1999–нині     | 15 мільйонів       |
| Райдужна риба (Der Regenbogenfisch)                                | Маркус Пфістер                                    | німецька       |                   | 1992–нині     | 15 мільйонів       |
| Цикл розривної війни (The Riftwar Cycle)                           | Реймонд Файст                                     | англійська     | 25                | 1982–нині     | 15 мільйонів       |
| Трилогія Трауна (The Thrawn trilogy)                               | Тімоті Зан                                        | англійська     | 3                 | 1991–93       | 15 мільйонів       |
| Відьмак (Wiedźmin)                                                 | Анджей Сапковський                                | польська       | 9                 | 1990–2013     | 15 мільйонів       |
| Серія з 14 малюнків (14ひきのシリーズ)                             | Кадзуо Івамура                                    | японська       |                   | 1983–нині     | 15 мільйонів       |

### Уточнення
Серія Перрі Родана була продана тиражем понад 1 мільярд примірників, але не вказана, оскільки ця цифра включає продажі не лише романів журналів. Подібним чином серія про Джеррі Коттона була продана тиражем понад 300 мільйонів копій, а серія про Джона Сінклера — понад 250 мільйонів копій, але більшість із них також були у форматі роману.
Цифри, наведені для деяких книг, стосуються кількості надрукованих, а не підтверджених продажів.

## Список бестселерів, які регулярно оновлюються

### Більше 100 мільйонів примірників
| Книга                                                                | Автор(и)                       | Мова оригіналу | Вперше опубліковано | Орієнтовні продажі |
| -------------------------------------------------------------------- | ------------------------------ | -------------- | ------------------- | ------------------ |
| Словник Сіньхуа (Новий Китай) (新华字典)                             | Головний редактор: Вей Цзянгун | китайська      | 1957 рік            | 567 мільйонів      |
| Скаутинг для хлопчиків (Scouting for Boys)                           | Роберт Баден-Пауелл            | англійська     | 1908 рік            | 100–150 мільйонів  |
| Читачі Макгаффі (McGuffey Readers)                                   | Вільям Холмс Макгаффі          | англійська     | 1853 рік            | 125 мільйонів      |
| Книга рекордів Гіннеса (Guinness World Records, публікується щороку) | Різні автори                   | англійська     | 1955 рік            | 115 мільйонів      |
| Ваша доля за гексаграмами (六星占術によるあなたの運命)               | Кадзуко Хосокі Каорі Хосокі    | японська       | 1986 рік            | 101,2 млн          |
| Вебстерський словник (American Spelling Book)                        | Ной Вебстер                    | англійська     | 1783 рік            | 100 мільйонів      |

### Тираж від 50 до 100 мільйонів примірників
| Книга                                                       | Автор(и)                       | Мова оригіналу | Вперше опубліковано                                     | Орієнтовні продажі                                          |
| ----------------------------------------------------------- | ------------------------------ | -------------- | ------------------------------------------------------- | ----------------------------------------------------------- |
| Всесвітній альманах (The World Almanac,публікується щороку) | Різні автори                   | англійська     | 1868–76; 1886–дотепер                                   | 82 мільйони                                                 |
| Кулінарна книга Бетті Крокер (Betty Crocker Cookbook)       | Персонал General Mills         | англійська     | 1950–2016 (12-е видання)                                | 75 мільйонів                                                |
| Тун Шинг (通勝)                                             | Сім'я Чой Пак Лай, серед інших | китайська      | 1891 (враховуючи лише версії, опубліковані родиною Чоя) | >70 мільйонів (враховується лише версія, опублікована Чоєм) |
| Вебстерський словник (Webster's Dictionary)                 | Мерріам-Вебстер                | англійська     | 1898 рік                                                | 55 мільйонів                                                |

### Тираж від 30 до 50 мільйонів примірників
| Книга                                                                                      | Автор(и)                               | Мова оригіналу | Вперше опубліковано | Орієнтовні продажі          |
| ------------------------------------------------------------------------------------------ | -------------------------------------- | -------------- | ------------------- | --------------------------- |
| Тезаурус Роже                                                                              | Пітер Марк Роже                        | англійська     | 1852–               | 40 мільйонів                |
| Серія Декіру (できるシリーズ )                                                             | Impress Holdings Редакція серії Dekiru | японська       | 1994–дотепер        | 40 мільйонів                |
| Нова кулінарна книга від Better Homes and Gardens (Better Homes and Gardens New Cook Book) | Різні автори                           | англійська     | 1930–               | 38 мільйонів                |
| Мистецтво математики (수학의 정석)                                                         | Хонг Сон Де                            | корейська      | 1966–дотепер        | 37 мільйонів ~ 40 мільйонів |
| Оксфордський поглиблений словник для студентів (Oxford Advanced Learner's Dictionary)      | А. С. Горнбі                           | англійська     | 1948 рік            | 30 мільйонів                |
| Червоний путівник Мішлен (Le guide Michelin France) (публікується щороку)                  | Різні автори                           | французька     | 1900–дотепер        | 30 мільйонів                |

### Тираж від 20 до 30 мільйонів примірників
| Книга                                               | Автор(и)      | Мова оригіналу | Вперше опубліковано | Орієнтовні продажі |
| --------------------------------------------------- | ------------- | -------------- | ------------------- | ------------------ |
| Чо-Зукай (超図解シリーズ)                           | X media       | японська       | 1996–2007 роки      | 25 мільйонів       |
| Цзію Джізай (自由自在)                              | Різні автори  | японська       | 1953–дотепер        | 24 мільйони        |
| Новий словник японської мови Мейва (新明解国語辞典) | Тадао Ямада   | японська       | 1972 рік            | 20,4 мільйонів     |
| Граматика англійської мови (English Grammar)        | Ліндлі Мюррей | англійська     | 1795 рік            | 20 мільйонів       |

### Тираж від 10 до 20 мільйонів примірників
| Книга | Автор(и)         | Мова оригіналу       | Вперше опубліковано | Орієнтовні продажі                                        |
| --- | ---------------- | -------------------- | ------------------- | --------------------------------------------------------- |
| Радість від приготування їжі (The Joy of Cooking) | Різні автори     | англійська           | 1936                | 18 мільйонів                                              |
| Суперклен (スーパーマップル) | Різні автори     | японська             | 1991–дотепер        | 18 мільйонів                                              |
| Стиль діаграми (チャート式) | Різні автори     | японська             | 1927–дотепер        | 17.44 мільйонів, тільки для першого класу середньої школи |
| Складання базового словника англійської мови (英語基本単語集, Eigo Kihon Tangoshu; Compilation of basic English vocabulary)                                      | Йошіо Акао       | японська, англійська | 1942                | 17.2 мільйонів                                            |
| Кишеньковий словник Merriam-Webster (Merriam-Webster Pocket Dictionary)                                                                                          |                  | англійська           | (до 1975 року)      | 15.11 мільйонів                                           |
| Англійська лексика для іспитів (試験に出る英単語, Siken Ni Deru Eitango; English vocabulary in examinations)                                                     | Ічіро Морі       | японська, англійська | 1967                | 15 мільйонів                                              |
| Новий словник англійської та китайської мов (新英和中辞典, Shin Eiwa Chu Jiten; New English-Japanese Dictionary)                                                 | Шіґеру Такебаяші | японська, англійська | 1967                | 12 мільйонів                                              |
| Великий сад слів (広辞苑) | Ідзуру Шінмура   | японська             | 1955                | 11.9 мільйонів                                            |
| Словник стародавніх мов Ван Веньша (旺文社古語辞典,Obunsha Kogo Jiten; Obunsha Dictionary of Archaisms)                                                          | Акіра Мацумура   | японська             | 1960                | 11 мільйонів                                              |
| Кишеньковий атлас Гаммонда (Hammond's Pocket Atlas) |                  | англійська           | (до 1965 року)      | 11 мільйонів                                              |
| Словник японської мови Сансейдо (三省堂国語辞典, Sanseido Kokugo Jiten; Sanseido Dictionary of the Japanese Language)                                            | Кенбо Хідетоші   | японська             | 1960                | 10 мільйонів                                              |
| Практичні поради по догляду в домашніх умовах (家庭に於ける実際的看護の秘訣, Katei Ni Okeru Jissaiteki Kango No Hiketsu; Key to Practical Personal Care at Home) | Такічі Цукуда    | японська             | 1925                | 10 мільйонів                                              |
| Програмування мовою C (C程序设计) | Тан, Хаоцян      | китайська            | 1991                | 10 мільйонів                                              |